# Симметричная булева функция
В математике, симметричной булевой функцией называется такая булева функция, значение которой не зависит от перестановки её входных битов, а зависит только от количества единиц на входе.
Из определения следует, что вместо таблицы истинности, традиционно используемой для представления булевых функций, можно использовать более компактное представление для симметричных булевых функций от n переменных: в виде (n + 1)-мерного вектора, в i-ой позиции которого (i = 0, …, n) записано значение функции для всех входных векторов, содержащих i единиц.

## Особые случаи
Особыми случаями симметричных булевых функций являются:
- Пороговые функции: принимают значение 1 на всех входных векторах, имеющих k или более единиц для заданного k;
- Функции точного значения: принимают значение 1 на всех входных векторах, имеющих ровно k единиц для заданного k;
- Функции-счётчики: принимают значение 1 на всех входных векторах, количество единиц в которых сравнимо с k по модулю m для заданных k и m;
- Функции чётности: принимают значение 1 на всех входных векторах с чётным числом единиц.